# Cebolletas, Guanajuato
Cebolletas är en ort i Mexiko.   Den ligger i kommunen Coroneo och delstaten Guanajuato, i den centrala delen av landet, 160 km nordväst om huvudstaden Mexico City. Cebolletas ligger 2 466 meter över havet och antalet invånare är 145.
Terrängen runt Cebolletas är kuperad åt nordväst, men åt sydost är den platt. Runt Cebolletas är det ganska glesbefolkat, med 47 invånare per kvadratkilometer. Närmaste större samhälle är Jerécuaro, 17,5 km sydväst om Cebolletas. I omgivningarna runt Cebolletas växer huvudsakligen savannskog.